# کریستینه
کریستینه (به لاتین: Kristiine) یکی از ناحیه‌های شهر تالین است.

## خصوصیات
کریستینه ۹٫۴ کیلومترمربع مساحت و ۳۱٬۷۳۹ نفر جمعیت دارد.